# Montong Betok
Montong Betok is een bestuurslaag in het regentschap Oost-Lombok van de provincie West-Nusa Tenggara, Indonesië. Montong Betok telt 7276 inwoners (volkstelling 2010).